# Plexamp
Plexamp ist ein von Plex entwickelter Audioplayer für Windows, Android, iOS und Linux. Plexamp ermöglicht es, Musikdateien von einem Plex-Medien-Server aus zu streamen. Plexamp wurde zuerst 2017 in den Plex-Labs für den PC veröffentlicht, 2020 wurden auch Android- und iOS-Versionen in den jeweiligen App-Stores veröffentlicht. Plexamp wurde, wie im Namen zu erkennen, vom Media-Player Winamp inspiriert.

## Funktionen
Plexamp ermöglicht es, die eigene Musikbibliothek von einem Plex-Server zu wiederzugeben.
Die Grundversion von Plexamp ist seit Juni 2023 kostenfrei und enthält alle wichtigen Funktionen für das Wiedergeben der Musik, jedoch gibt es erweiterte Funktionen für Abonnenten des Plex-Passes.
Mitglieder des Plex-Pass erhalten Funktionen wie das Downloaden der Musik für das Abspielen ohne Internet, oder die Möglichkeit Liedtexte anzeigen zu lassen.